# Binamballeus
Binamballeus is een geslacht van hooiwagens uit de familie Cranaidae.
De wetenschappelijke naam Binamballeus is voor het eerst geldig gepubliceerd door Roewer in 1952. 

## Soorten
Binamballeus is monotypisch en omvat slechts de volgende soort:
- Binamballeus metatarsalis